# Ildikó Pusztai
Ildikó Pusztai (ur. 11 listopada 1964 w Szolnoku) – węgierska florecistka.

## Życiorys
Reprezentowała Węgry podczas Letnich Igrzysk Olimpijskich w 1992, zajmując siódme miejsce. Zdobyła złoty (drużynowo) i srebrny (indywidualnie) medal we florecie na Mistrzostwach Europy w Szermierce w 1991.